# Polyipnus elongatus
Polyipnus elongatus är en fiskart som beskrevs av Borodulina, 1979. Polyipnus elongatus ingår i släktet Polyipnus och familjen pärlemorfiskar. IUCN kategoriserar arten globalt som livskraftig. Inga underarter finns listade i Catalogue of Life.